# Tenuipalpus anoplomexus
Tenuipalpus anoplomexus är en spindeldjursart som beskrevs av Baker och James P. Tuttle 1987. Tenuipalpus anoplomexus ingår i släktet Tenuipalpus och familjen Tenuipalpidae. Inga underarter finns listade i Catalogue of Life.